# Maciej Staszewski

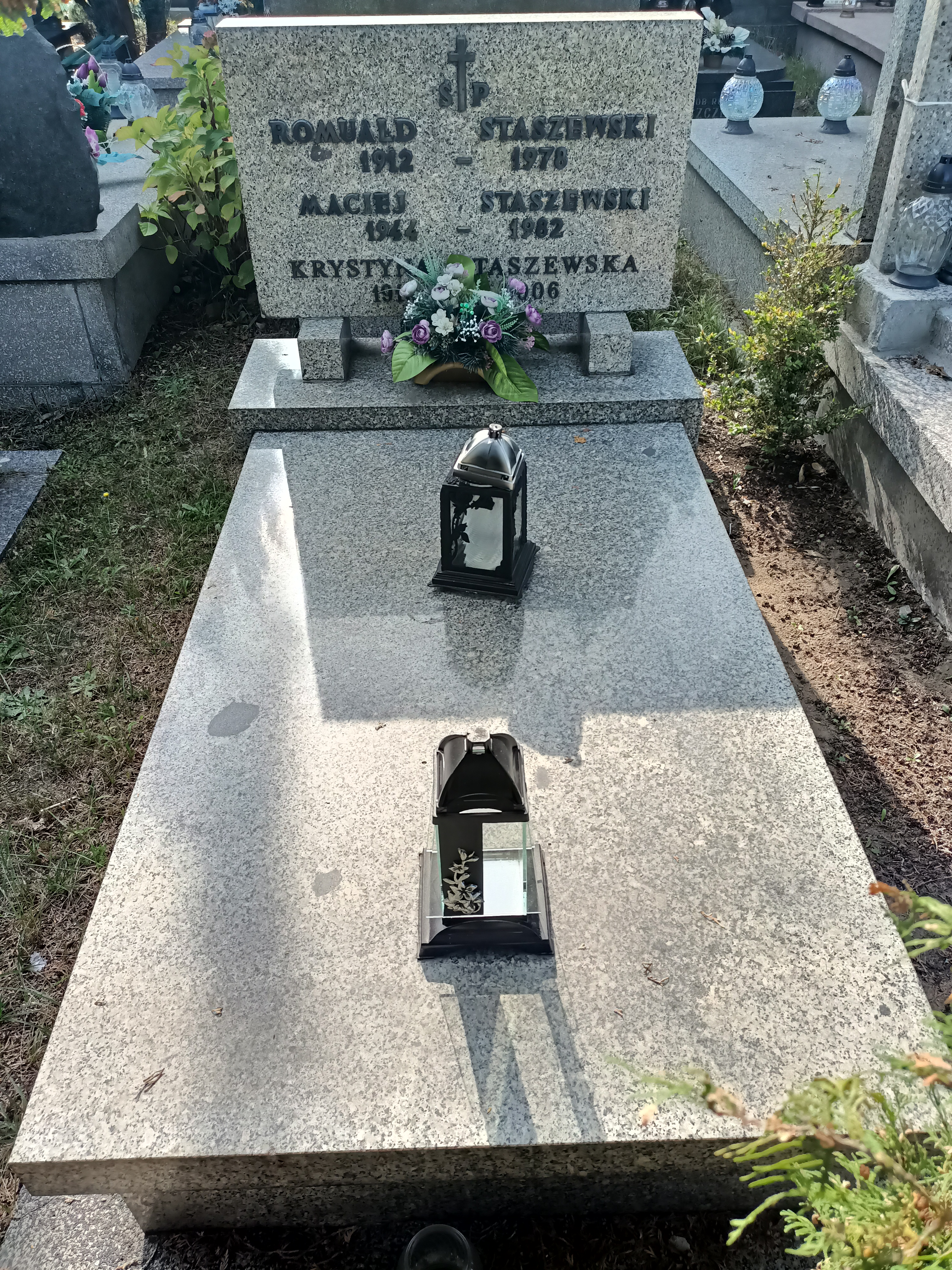
Grób Macieja Staszewskiego na cmentarzu komunalnym Północnym w Warszawie

Maciej Staszewski (ur. 3 stycznia 1944 w Lublinie, zm. 19 maja 1982 Warszawie) – polski aktor teatralny i filmowy.

## Życiorys
Absolwent VI Liceum Ogólnokształcącego im. Tadeusza Reytana w Warszawie (1961). W latach 1961–1963 studiował na Wydziale Aktorskim PWST w Warszawie. W 1966 ukończył studia aktorskie na PWSTiF w Łodzi.
Występował na scenach: Teatru im. Stefana Jaracza w Olsztynie (1966–1969), Teatru Ludowego w Nowej Hucie (1969–1972), Teatru Nowego w Łodzi (1972–1974) i Teatru im. Cypriana Kamila Norwida w Jeleniej Górze (1974–1976). W sezonie 1976/1977 był aktorem Teatru im. Wojciecha Bogusławskiego w Kaliszu, w latach 1977–1979 Teatru Polskiego we Wrocławiu, a w latach 1979–1980 Teatru Narodowego w Warszawie.
Wystąpił również w Teatrze Telewizji, w spektaklu Biała zaraza Karla Čapka w reż. Laco Adamíka jako adiutant (1973) oraz Dłużnikach Leonida Żuchowickiego w reż. Agnieszki Holland jako Pietia (1974).
Został pochowany na cmentarzu komunalnym Północnym w Warszawie (kwatera W-III-2, rząd 1, grób 20).

## Występy sceniczne
- W małym domku Tadeusza Rittnera w reż. Adama Daniewicza – Jurkiewicz (1966)
- Pozytywka Georga Kaisera w reż. Jana Perza – Paul Chaudraz (1966)
- Adwokat i róże Jerzego Szaniawskiego w reż. Zbigniewa Maka – sprzedawca gazet (1967)
- Hamlet Williama Szekspira w reż. Bohdana Poręby – aktor III, Woltymand (1968)
- Rok 1944 Józefa Kuśmierka w reż. Lecha Komarnickiego – mściciel (1968)
- Ballada wigilijna, czyli jak Marek, Jan, Mateusz i Łukasz z Teatru Ludowego do Betlejem szli Ernesta Brylla w reż. Ireny Jun – Mateusz (1968)
- Sługa dwóch panów Carlo Goldoniego w reż. Krzysztofa Pankiewicza – Truffaldino (1969)
- Król Jan według Szekspira Friedricha Dürrenmatta w reż. Ireny Babel – lord Essex (1969)
- Ballada o tamtych dniach Stefani Grodzieńskiej i Jerzego Jurandota w reż. Wojciecha Jesionki – Kuba (1970)
- Kordian Juliusza Słowackiego w reż. Ireny Babel – Imaginacja (1970)
- Krakowiacy i Górale Wojciecha Bogusławskiego w reż. Jana Skotnickiego – Stach (1970)
- Damy i huzary Aleksandra Fredry w reż. Waldemara Krygiera – Edmund (1971)
- Dzień dobry Mario Aleksandra Bednarza w reż. autora – Józef (1971)
- Zykowowie Maksima Gorkiego w reż. Jerzego Sopoćko – Michał (1971)
- Idiota Fiodora Dostojewskiego w reż. Waldemara Krygiera – Kola (1972)
- Medea Eurypidesa w reż. Jerzego Hoffmana – posłaniec (1974)
- Lalek Zbigniewa Herberta w reż. Ryszarda Majora – poeta (1975)
- Sen nocy letniej Williama Szekspira w reż. Henryka Tomaszewskiego – Oberon (1975)
- Wiśniowy sad Antona Czechowa w reż. Mikołaja Grabowskiego – Piotr Siergiejewicz Trofimow (1976)
- Zgubiony list Iona Lucaa Caragialea w reż. Andrzeja Wanata – wyborca (1977)
- Iwona, księżniczka Burgunda Witolda Gombrowicza w reż. Witolda Zatorskiego – Cyprian (1978)
- Kram z piosenkami Leona Schillera w reż. Tadeusza Kozłowskiego – Andrus, Grzela, Kawaler, Peleryniarz, Ułan (1978)
- Nie-Boska komedia Zygmunta Krasińskiego w reż. Jerzego Grzegorzewskiego – Herman, wariat (1979)
- Bracia Karamazow Fiodora Dostojewskiego w reż. Adama Hanuszkiewicza (1979)

## Filmografia
- Ubranie prawie nowe (1963) – Jasio Bona, brat Ignacego
- Mój drugi ożenek (1963)
- Beata (1964)
- Drewniany różaniec (1964) – chłopak Rózi
- Rachunek sumienia (1964) – Grzegorz, milicjant, syn Mareckich
- Zawsze w niedziele (1965)
- Stawka większa niż życie (serial telewizyjny) (1967) – jeniec topiący się w jeziorze (odc. 17. Spotkanie)
- Strachy (serial telewizyjny) (1979)
- Wolne chwile (1979) – kierownik spółdzielni